# IAAF Hall of Fame
IAAF Hall of Fame – galeria sław lekkoatletycznych utworzona w roku 2012 przez Międzynarodowe Stowarzyszenie Federacji Lekkoatletycznych (IAAF).
Utworzenie galerii sław władze IAAF zapowiedziały podczas konferencji prasowej, 8 marca 2012 roku, w Stambule na dzień przed rozpoczęciem halowych mistrzostw świata. IAAF Hall of Fame zostało powołane z okazji 100-lecia powstania IAAF.
Członkami IAAF Hall of Fame mogą być tylko zawodnicy, którzy zdobyli co najmniej dwa złote medale igrzysk olimpijskich lub mistrzostw świata oraz ustanowili co najmniej jeden rekord świata i skończyli karierę co najmniej 10 lat przed włączeniem do IAAF Hall of Fame. Wyborem zawodników do galerii zajmuje się specjalny panel ekspertów, którzy są członkami Stowarzyszenia Statystyków Lekkoatletycznych. Kryteria przyjęcia do IAAF Hall of Fame zostały złagodzone od roku 2013.

## Członkowie IAAF Hall of Fame

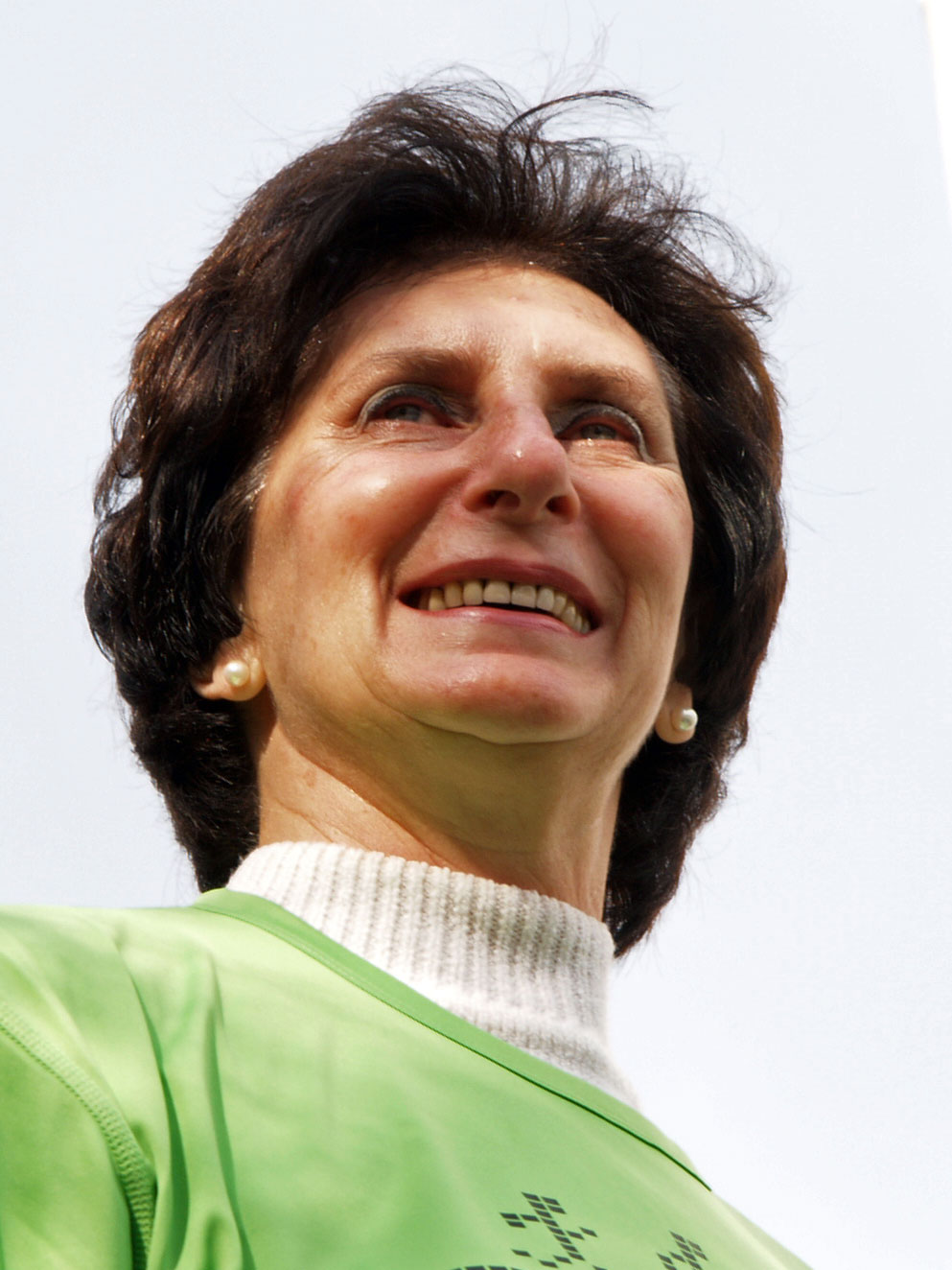
Irena Szewińska

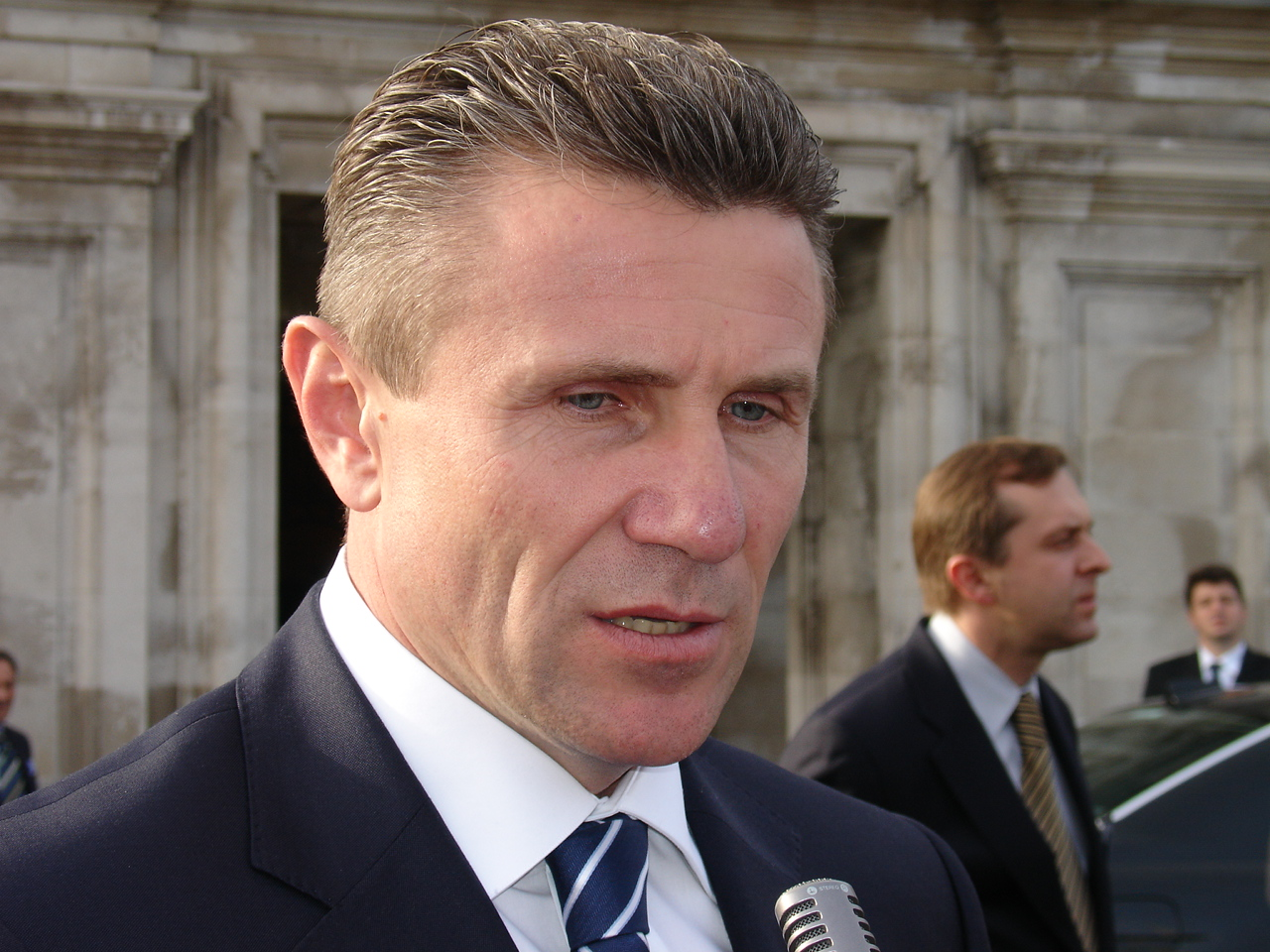
Serhij Bubka

| Imię i nazwisko                | Konkurencje                                          | Data dołączenia           | Źródło |
| ------------------------------ | ---------------------------------------------------- | ------------------------- | ------ |
| Abebe Bikila                   | bieg maratoński                                      | 8 marca 2012(dts)         | [ 1 ]  |
| Jesse Owens                    | biegi sprinterskie i skok w dal                      | 8 marca 2012(dts)         | [ 1 ]  |
| Paavo Nurmi                    | biegi długie                                         | 8 marca 2012(dts)         | [ 1 ]  |
| Carl Lewis                     | biegi sprinterskie i skok w dal                      | 8 marca 2012(dts)         | [ 1 ]  |
| Emil Zátopek                   | biegi długie                                         | 8 marca 2012(dts)         | [ 1 ]  |
| Al Oerter                      | rzut dyskiem                                         | 8 marca 2012(dts)         | [ 1 ]  |
| Adhemar Ferreira da Silva      | trójskok                                             | 8 marca 2012(dts)         | [ 1 ]  |
| Ed Moses                       | bieg na 400 metrów przez płotki                      | 8 marca 2012(dts)         | [ 1 ]  |
| Fanny Blankers-Koen            | biegi sprinterskie i płotkarskie, skok w dal i wzwyż | 8 marca 2012(dts)         | [ 1 ]  |
| Betty Cuthbert                 | biegi sprinterskie                                   | 8 marca 2012(dts)         | [ 1 ]  |
| Jackie Joyner-Kersee           | siedmiobój i skok w dal                              | 8 marca 2012(dts)         | [ 1 ]  |
| Wang Junxia                    | biegi długie                                         | 8 marca 2012(dts)         | [ 1 ]  |
| Irena Szewińska                | biegi sprinterskie i skok w dal                      | 17 maja 2012(dts)         | [ 2 ]  |
| Michael Johnson                | biegi na 200 i 400 metrów                            | 6 czerwca 2012(dts)       | [ 4 ]  |
| Mildred Didrikson              | rzut oszczepem, biegi płotkarskie, skok wzwyż        | 6 czerwca 2012(dts)       | [ 4 ]  |
| Dan O’Brien                    | dziesięciobój                                        | 6 czerwca 2012(dts)       | [ 4 ]  |
| Alberto Juantorena             | biegi na 400 i 800 metrów                            | 11 czerwca 2012(dts)      | [ 5 ]  |
| Serhij Bubka                   | skok o tyczce                                        | 25 czerwca 2012(dts)      | [ 6 ]  |
| Sebastian Coe                  | biegi na 800 i 1500 metrów                           | 25 czerwca 2012(dts)      | [ 6 ]  |
| Kipchoge Keino                 | biegi średnio- i długodystansowe                     | 2 lipca 2012(dts)         | [ 7 ]  |
| Peter Snell                    | biegi na 800 i 1500 metrów                           | 4 sierpnia 2012(dts)      | [ 8 ]  |
| Wołodymyr Hołubnyczy           | chód sportowy                                        | 15 września 2012(dts)     | [ 9 ]  |
| Iolanda Balaș                  | skok wzwyż                                           | 13 października 2012(dts) | [ 10 ] |
| Stefka Kostadinowa             | skok wzwyż                                           | 13 października 2012(dts) | [ 10 ] |
| Harrison Dillard               | bieg na 100 i 110 m przez płotki                     | 16 listopada 2013         | [ 11 ] |
| Marjorie Jackson               | biegi sprinterskie                                   | 16 listopada 2013         | [ 11 ] |
| Hannes Kolehmainen             | biegi długie                                         | 16 listopada 2013         | [ 11 ] |
| Natalja Lisowska               | pchnięcie kulą                                       | 16 listopada 2013         | [ 11 ] |
| Swietłana Mastierkowa          | biegi średnie                                        | 16 listopada 2013         | [ 11 ] |
| Noureddine Morceli             | biegi średnie                                        | 16 listopada 2013         | [ 11 ] |
| Parry O’Brien                  | pchnięcie kulą                                       | 16 listopada 2013         | [ 11 ] |
| Marie-José Pérec               | biegi sprinterskie                                   | 16 listopada 2013         | [ 11 ] |
| Wiktor Saniejew                | trójskok                                             | 16 listopada 2013         | [ 11 ] |
| Jurij Siedych                  | rzut młotem                                          | 16 listopada 2013         | [ 11 ] |
| Daley Thompson                 | dziesięciobój                                        | 16 listopada 2013         | [ 11 ] |
| Grete Waitz                    | maraton                                              | 16 listopada 2013         | [ 11 ] |
| Walerij Brumel                 | skok wzwyż                                           | 21 listopada 2014         | [ 12 ] |
| Glenn Davis                    | bieg, 400 m przez płotki                             | 21 listopada 2014         | [ 12 ] |
| Heike Drechsler                | skok w dal, bieg na 100 i 200 m                      | 21 listopada 2014         | [ 12 ] |
| Hicham El Guerrouj             | bieg na 1500 m                                       | 21 listopada 2014         | [ 12 ] |
| Marita Koch                    | bieg na 400 m                                        | 21 listopada 2014         | [ 12 ] |
| Robert Korzeniowski            | chód                                                 | 21 listopada 2014         | [ 12 ] |
| Jānis Lūsis                    | rzut oszczepem                                       | 21 listopada 2014         | [ 12 ] |
| Bob Mathias                    | dziesięciobój                                        | 21 listopada 2014         | [ 12 ] |
| Wilma Rudolph                  | bieg na 100 m                                        | 21 listopada 2014         | [ 12 ] |
| Shirley Strickland de la Hunty | bieg, 80 m przez płotki                              | 21 listopada 2014         | [ 12 ] |
| Lasse Virén                    | bieg na 5000 m i 10000 m                             | 21 listopada 2014         | [ 12 ] |
| Cornelius Warmerdam            | skok o tyczce                                        | 21 listopada 2014         | [ 12 ] |